# Ataque al Hotel Corinthia
En enero de 2015, el Hotel Corinthia en Trípoli, Libia, fue atacado por hombres afiliados al Estado Islámico de Irak y el Levante (ISIL). El hotel era popular entre los funcionarios extranjeros y los trabajadores del gobierno. Había alojado anteriormente el primer ministro de Libia.

## Ataque
En las primeras horas del 27 de enero de 2015, los terroristas detonaron un coche bomba en el aparcamiento del hotel. En medio del caos, se estima que cinco hombres armados irrumpieron y entraron en el hotel con la intención de matar personas. Algunos de los atacantes que sobrevivieron al contacto inicial, fueron tomados como rehenes.

## Víctimas
Cinco extranjeros murieron en el ataque: un estadounidense, un francés y tres tayikos (incluidas dos mujeres). El estadounidense, David Berry, trabajaba como contratista para una empresa de seguridad. También se reportan cinco agentes de seguridad libios fallecidos.

## Perpetradores
El ataque fue llevado a cabo por hombres pertenecientes a la «Provincia Trípoli» del Estado Islámico, que se cree que han sido los naturales de Libia. El objetivo declarado de los atacantes era la venganza por la muerte de Anas al-Liby, un libio agente de Al-Qaeda que estuvo involucrado en el atentados terroristas a las embajadas estadounidenses en 1998. Fue capturado por las fuerzas estadounidenses en el interior de Libia en 2013, y murió en un hospital en Nueva York en enero de 2015.